# Linia kodu
Linia kodu (ang. line of code, LOC) – podstawowa metryka rozmiaru programu komputerowego. Może też określać, ile czasu lub ilu ludzi potrzeba, by ten program napisać.
Często używana jest jednostka pochodna KLOC (kiloes of lines of code) – tysiące linii kodu (zwykle mierzony jest kod źródłowy). Nie ma ustalonego standardu mierzenia linii kodu, dlatego wartość LOC może być liczona z pustymi liniami lub bez nich, z komentarzami lub bez nich. Wartość jest też zależna od użytego języka programowania.